# Lavičné
Lavičné, dříve také Nová Bělá (německy Neu-Bielau, také Neu Biela) je obec v okrese Svitavy v Pardubickém kraji. Žije zde 125 obyvatel.

## Historie
První písemná zmínka o obci pochází z roku 1293. V důsledku uzavření Mnichovské dohody bylo území obce v letech 1938 až 1945 přičleněno k nacistickému Německu. V roce 1945 bylo z obce vysídleno 138 obyvatel německé národnosti.

## Obyvatelstvo
| Rok            | 1869 | 1880 | 1890 | 1900 | 1910 | 1921 | 1930 | 1950 | 1961 | 1970 | 1980 | 1991 | 2001 | 2011 | 2021 |
| -------------- | ---- | ---- | ---- | ---- | ---- | ---- | ---- | ---- | ---- | ---- | ---- | ---- | ---- | ---- | ---- |
| Počet obyvatel | 270  | 281  | 291  | 330  | 330  | 294  | 271  | 168  | 183  | 166  | 153  | 162  | 136  | 116  | 112  |
| Počet domů     | 51   | 51   | 52   | 50   | 51   | 53   | 57   | 58   | 47   | 45   | 41   | 51   | 56   | 58   | 58   |

## Obecní správa
Mezi lety 1850–1869 Lavičné patřilo jako osada obce k Banínu v okrese Polička. Od roku 1870 je obcí v okrese Polička (1870–1950) a později v okrese Svitavy. Od 1. dubna 1976 do 31. srpna 1990 k obci patřily Banín a Bělá nad Svitavou.

### Obecní symboly
Znak a vlajka byly obci uděleny rozhodnutím předsedkyně Poslanecké sněmovny Parlamentu České republiky dne 18. května 2012.

## Galerie

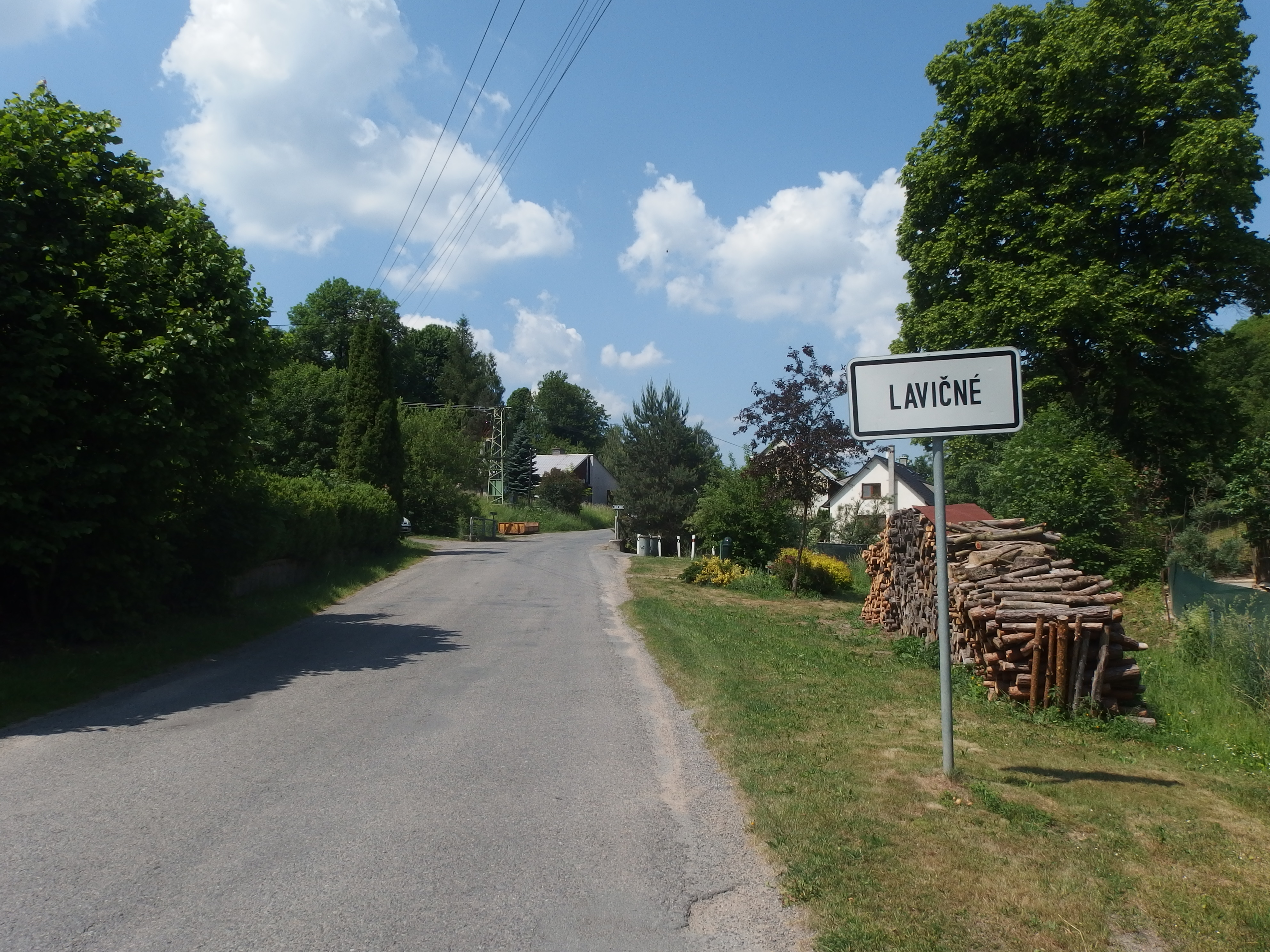
Tabule při vjezdu do obce
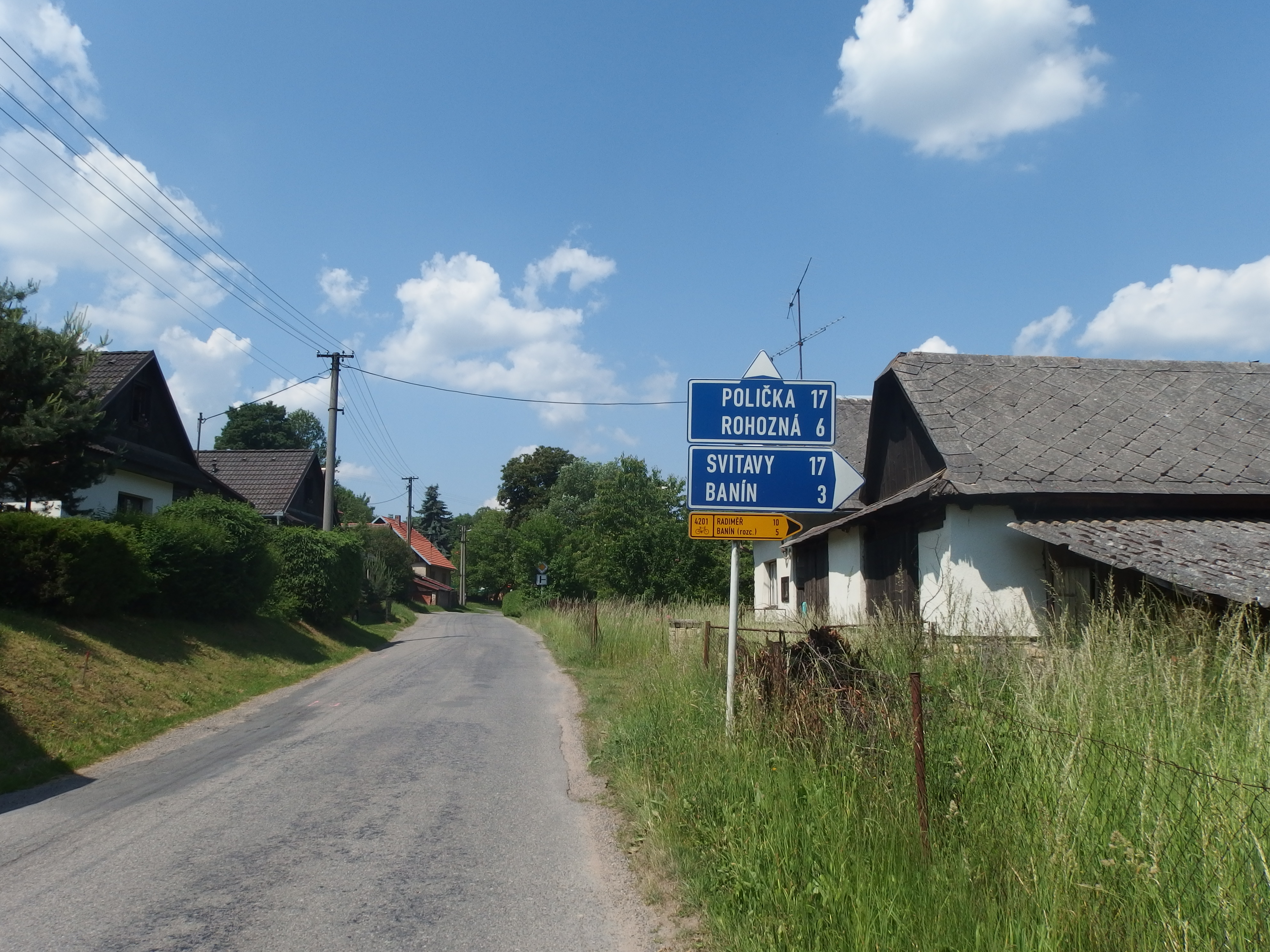
Směrovky před hlavní křižovatkou
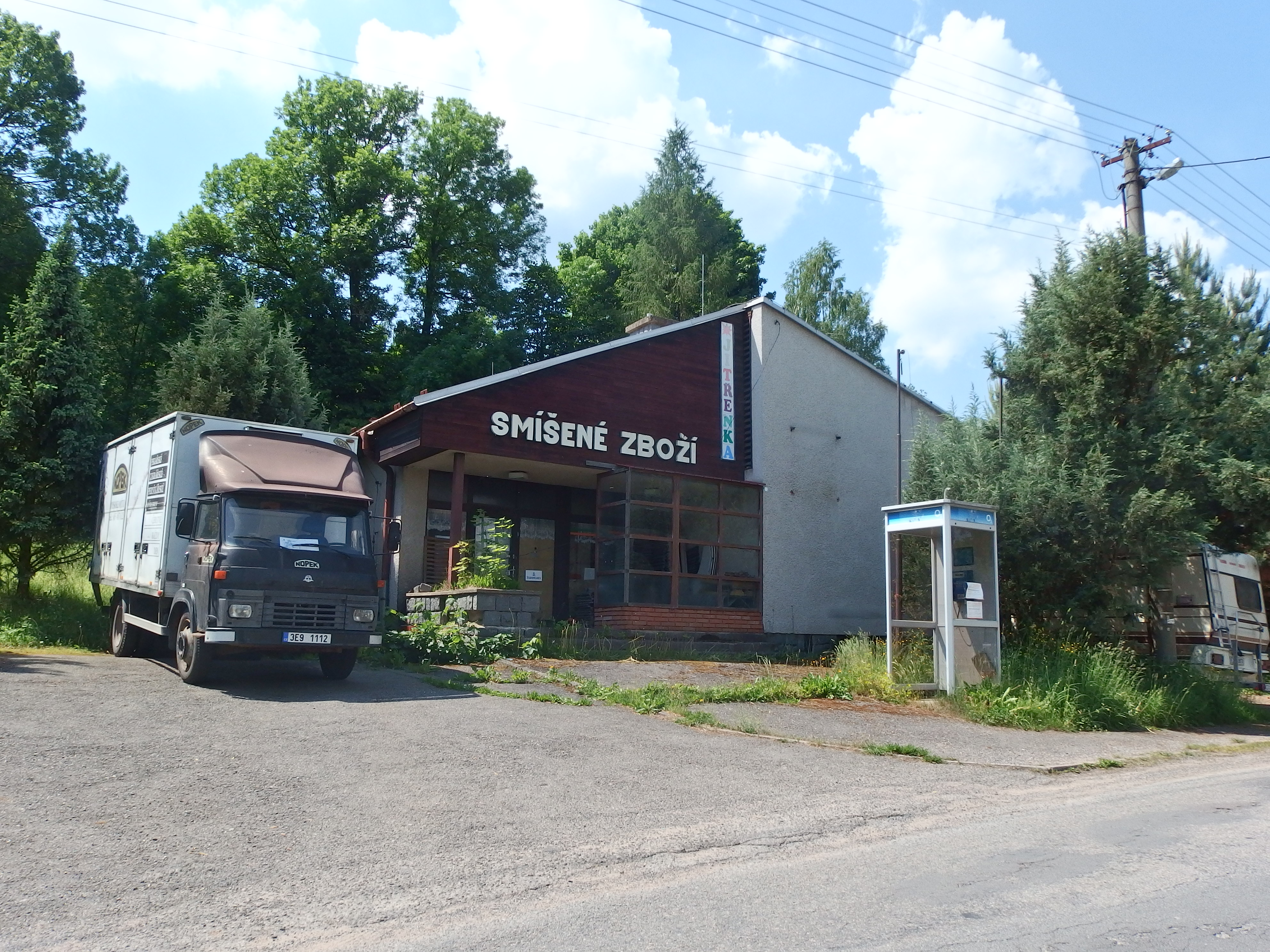
Bývalá prodejna
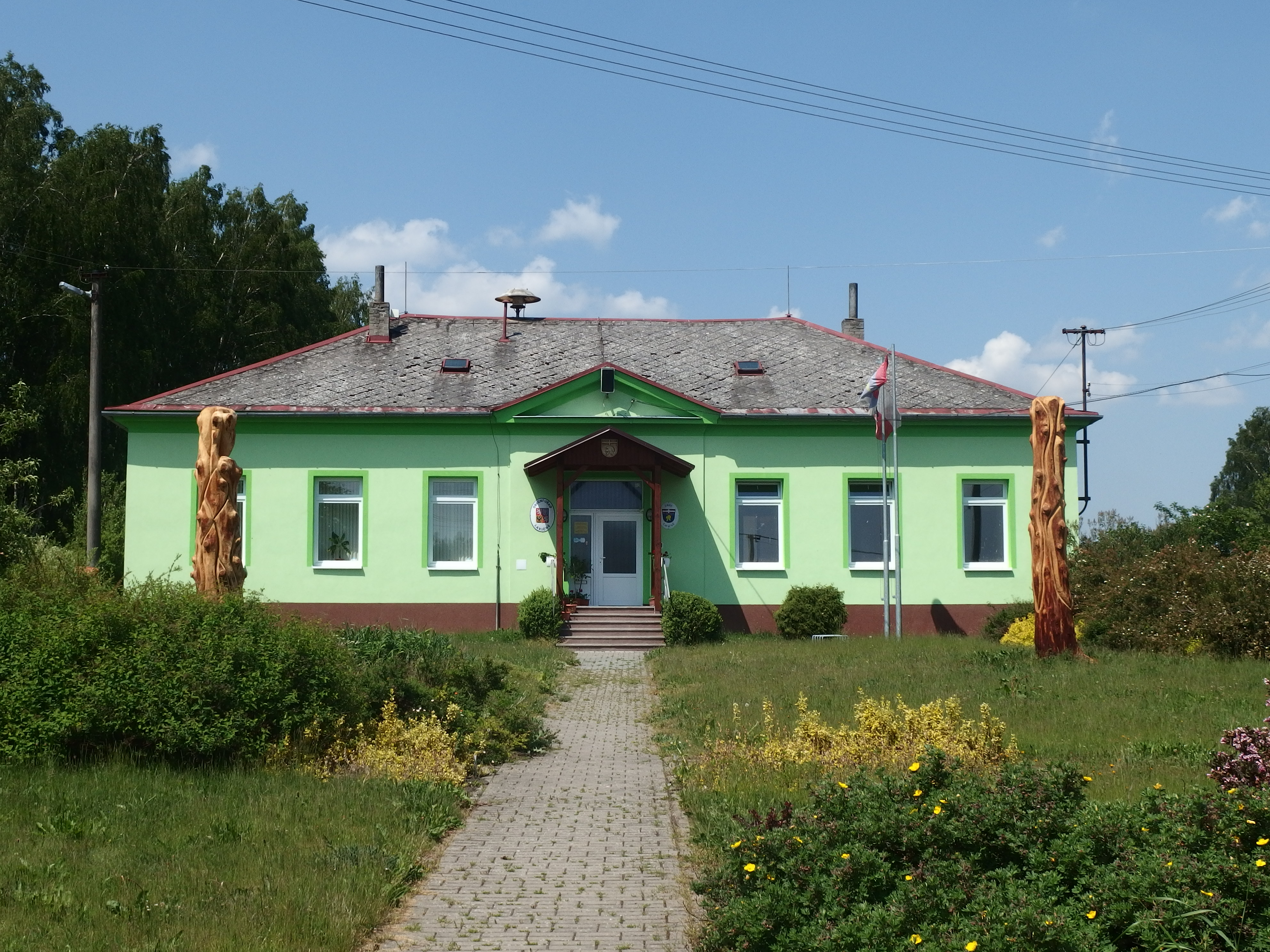
Obecní úřad